# 三阶教
三阶教，又称三阶宗、第三阶宗、三阶佛法等。为北齊法藏信行法師创立。隋唐朝時遭到朝廷視為異端而多次禁止，中唐時消失。

## 歷史
法藏信行，魏郡人，俗姓王，幼年即以慈悲心聞名，後於相州法藏寺出家。
其依照佛教正法、像法、末法时期的佛法三时理论，分别出人的根机不同。该教派以苦行忍辱为宗旨，每天仅乞食一顿。效法《法華經》常不輕菩薩，路上遇人，不問貴賤男女，一概礼拜，稱為「普敬」。竭力提倡布施。死后弃尸森林，称以身布施。主張人皆有如來藏，反对净土宗所提倡的念佛三昧，主张只念地藏菩萨。
寺廟設有無盡藏，用以救濟貧苦。
隋朝開皇20年（600年），中國官方首次對三階教發布禁令。
它以类聚经为主，其主要典籍《三阶集录》、《三阶佛法》，唐朝後已全部失传，近代在敦煌文獻出土後，三階教重新受到重視。1981年陕西淳化金川湾村发现刻有十余万字经文的石窟，被认为是三阶教存世的最完整的经文。